# ГАЕС Нумадзава
ГАЕС Нумадзава II (яп. 第二沼沢発電所, Нумадзава дайні хацуденшьо, Гепберн: Numazawa Daini Hatsudensho) — гідроакумулювальна електростанція в Японії на острові Хонсю.
Як нижній резервуар використали водосховище ГЕС Міяшіта, створене в 1940-х роках на річці Тадамі, лівій притоці Агано (має устя на узбережжі Японського моря на північній околиці міста Ніїґата). Його утримує бетонна гравітаційна гребля висотою 53 метра та довжиною 168 метрів, яка потребувала 152 тис. м3 матеріалу. Резервуар має площу поверхні 1,45 км2 та об'єм 20,5 млн м3 (корисний об'єм 4,1 млн м3).
Як верхній резервуар використали розташоване на правобережжі Тадамі у кальдері колишнього вулкану природне озеро Нумадзава, яке має площу поверхні 3 км2 та об'єм 44,7 млн м3.
Від верхнього резервуару до машинного залу прямує тунель довжиною 1,2 км з діаметром 7,2 метра, який переходить у напірний водоввід довжиною 0,32 км зі спадаючим діаметром від 7,2 до 3,1 метра. З'єднання із нижнім резервуаром забезпечується через тунель довжиною 0,3 км з діаметром 6,5 метра. В системі також працює вирівнювальний резервуар висотою 88 метрів з діаметром 14 метрів.
Основне обладнання станції становлять дві оборотні турбіни типу Френсіс загальною потужністю 472 МВт (номінальна потужність станції рахується як 460 МВт), які використовують напір у 214 метрів.